# Satoko Tanaka
Satoko Tanaka (jap. 田中 聡子 Tanaka Satoko; ur. 3 lutego 1942 w Sasebo) – japońska pływaczka. Brązowa medalistka olimpijska z Rzymu.
Specjalizowała się w stylu grzbietowym. Zawody w 1960 były jej pierwszymi igrzyskami olimpijskimi. Medal zdobyła na dystansie 100 metrów grzbietem. Zdobyła złoty medal igrzysk azjatyckich na dystansie 100 metrów stylem grzbietowym w 1958, 1962 i 1966. Brała udział w igrzyskach w 1964 w Tokio. W 1991 została wprowadzona do International Swimming Hall of Fame.